# Cephalallus ryukyuensis
Cephalallus ryukyuensis är en skalbaggsart som beskrevs av Makihara 2003. Cephalallus ryukyuensis ingår i släktet Cephalallus och familjen långhorningar. Inga underarter finns listade.